# Puèg d'Arnac
Puèg d'Arnac (en francès Puy-d'Arnac) és un municipi francès situat al departament de la Corresa i a la regió de la Nova Aquitània.

## Demografia
| 1962                                       | 1968 | 1975 | 1982 | 1990 | 1999 | 2007 |
| ------------------------------------------ | ---- | ---- | ---- | ---- | ---- | ---- |
| 318                                        | 367  | 325  | 325  | 300  | 236  | 264  |
| Des de 1962: població sense dobles comptes |      |      |      |      |      |      |

## Administració
| Període   | Identitat            | Partit |
| --------- | -------------------- | ------ |
| 2001-2008 | Joseph Puyjalon      |        |
| 2008-     | Renée-Claire Ménoire |        |